# Iduronat-2-Sulfatase
Iduronat-2-sulfatase (IDS, früher auch Chondroitinsulfatase) ist ein in allen Lebewesen vorkommendes Enzym, das speziell in Eukaryoten die Aufgabe hat, in den Lysosomen bei der Verdauung bestimmter Stoffe innerhalb der Zelle mitzuwirken. Es spaltet Sulfat von Dermatansulfat und Heparansulfat ab, den Hauptbestandteil von Fasern und Knorpelgewebe im Körper. Es ist damit unverzichtbarer Bestandteil des Reaktionswegs, der diese Stoffe im Körper abbaut. Fehlt IDS im Körper, beispielsweise durch Mutation des IDS-Gens, resultiert beim Menschen das Hunter-Syndrom. 
Idursulfase ist der internationale Freiname für rekombinant hergestellte IDS, die als Arzneistoff in der Behandlung des Hunter-Syndroms eingesetzt wird (Handelsname: Elaprase, Hersteller: Takeda Pharma).

## Biosynthese
Das Gen, aus dem IDS entsteht, liegt auf dem X-Chromosom und erstreckt sich über neun Exons und 26.500 Basenpaare. Das Transkript ist 5756 Basen lang und übersetzt in ein 550 Aminosäuren enthaltendes Precursor-Protein, das nach der posttranslationalen Modifikation eine 422 Aminosäuren lange und 42 kDa schwere und eine 95 Aminosäuren lange und 12 kDa schwere Proteinkette ergibt, die sich beide zum endgültigen Enzym vereinigen. Vom Precursor existiert eine kurze Isoform, bei der 157 Aminosäuren fehlen.

## Biologische Funktion
IDS wird hauptsächlich in der Leber, den Nieren, der Lunge und der Plazenta gebildet. Dort werden in den Lysosomen der Zellen verstärkt körpereigene und körperfremde Makromoleküle (Glycosaminoglycane) abgebaut. Die Aufgabe von IDS ist die hydrolytische Spaltung von organischen Sulfaten wie Heparinsulfat, Dermatansulfat und Heparin. Für diese Funktion benötigt das Enzym pro Einheit ein Calcium-Ion als Kofaktor.

## Katalysierte Reaktion

### Beim Abbau von Dermatansulfat
IdoA(2S)β1-3GalNAc(4S)β1-4GlcAβ1-3GalNAc(4S) + H2O :{\displaystyle \longrightarrow }
IdoAβ1-3GalNAc(4S)β1-4GlcAβ1-3GalNAc(4S) + Sulfat

### Beim Abbau von Heparansulfat
IdoA(2S)β1-4GlcN(2S)α1-4GlcA(2S)β1-4GlcNAc(6S)α1-4GlcA + H2O :{\displaystyle \longrightarrow }
IdoAβ1-4GlcN(2S)α1-4GlcA(2S)β1-4GlcNAc(6S)α1-4GlcA + Sulfat

## Therapeutische Verwendung
Idursulfase ist die rekombinant hergestellte Form des humanen lysosomalen Enzyms Iduronat-2-Sulfatase und wird mittels einer humanen Zelllinie hergestellt. Sie wird in der Langzeitbehandlung (Enzymersatztherapie) von Patienten mit Hunter-Syndrom (Mukopolysaccharidose II, MPS II).

## Behandlungskosten
Die Behandlungskosten pro Patient und Jahr liegen zwischen 390.000 € (5-jähriges Kind, 25 kg) und 1,1 Mio. € (Erwachsener, 70 kg).